# Scaramouche (film, 1923)
Pour les articles homonymes, voir Scaramouche.
Pour plus de détails, voir Fiche technique et Distribution.
Scaramouche est un film muet américain, réalisé par Rex Ingram, sorti en 1923.

## Synopsis
Première version du roman éponyme où André Moreau se cache sous le masque de Scaramouche pour mieux découvrir l'assassin de son ami.

## Fiche technique
- Titre original : Scaramouche
- Réalisation et production : Rex Ingram
- Scénario : Willis Goldbeck, d'après le roman de Rafael Sabatini
- Musique : Jeffrey Silverman
- Photographie : John F. Seitz
- Montage : Grant Whytock
- Pays d'origine : États-Unis
- Genre : Film de cape et d'épée, aventures
- Date de sortie : 1923
- Durée : 124 minutes

## Distribution
- Lloyd Ingraham : Quintin de Kercadiou
- Alice Terry : Aline de Kercadiou, nièce de Quintin
- Ramon Novarro : André-Louis Moreau, filleul de Quintin
- Lewis Stone : le marquis de la Tour d'Azyr
- Julia Swayne Gordon : la comtesse Thérèse de Plougastel
- William Humphrey : le chevalier de Chabrillone
- Otto Matieson : Philippe de Vilmorin
- George Siegmann : Georges Jacques Danton
- Bowditch M. Turner : le chapelier
- James A. Marcus : Challefau Binet
- Edith Allen : Mlle Climène Binet
- John George : Polichinelle
- Willard Lee Hall : le lieutenant du roi
- Rose Dione : La Révolte
- Slavko Vorkapich : Napoléon Bonaparte

Acteurs non crédités :
- Edward Connelly : un ministre du roi
- Carrie Daumery : une commère de la cour
- Howard Gaye : le vicomte d'Albert
- Tom Kennedy : un dragon
- David Sharpe : un figurant

## DVD
- Le film est présent en bonus dans le coffret collector de la version datant de 1952 au format 1.33:1 plein écran avec des sous-titres français.